# Eggnog (album)
Pour les articles homonymes, voir Eggnog.
Albums de Melvins
Bullhead
(1991) Salad of a Thousand Delights
(1992)
Eggnog est un EP des Melvins sorti en 1991 chez Boner Records. Il s'est révélé être un favori parmi certains fans[Qui ?], avec l'album précédent, Bullhead.

## Pistes
1. Wispy (Osborne) – 1 min 45 s
2. Antitoxidote (Osborne) – 2 min 16 s
3. Hog Leg (Osborne) – 3 min 24 s
4. Charmicarmicat (Osborne) – 12 min 50 s